# RAAF Base Pearce
RAAF Base Pearce – oddział Royal Australian Air Force.

## Charakterystyka
Umieszczona jest w miejscowości Bullsbrook na północnych przedmieściach Perth. Jest bazą treningową  Royal Australian Air Force oraz Republic of Singapore Air Force.
Baza uzyskała swój status 6 lutego 1939 roku i została nazwana imieniem senatora Sir George Foster Pearcea. Oryginalnie w bazie stacjonowały dwa dywizjony: No. 14 Squadron RAAF i No. 25 Squadron RAAF. Wkrótce na terenie bazy została utworzona szkoła lotnicza No. 5 Initial Training School, która była częścią British Commonwealth Air Training Plan w okresie II wojny światowej.
Obecnie jest to najbardziej aktywna baza RAAF, m.in. ze względu, że oprócz roli szkoleniowej pełni także rolę bazy transportowej.

## Stacjonujące jednostki
- No. 44 Wing RAAF,
- No. 25 Squadron RAAF
- No. 79 Squadron RAAF
- No. 278 Squadron RAAF
- No. 1 Airfield Operations Support Squadron RAAF
- No. 2 Flying Training School RAAF
- No. 130 Squadron Republic of Singapore Air Force.